# Birkat as-Samsz
A Birkat as-Samsz (Nap-tó, arabul: بركة الشمس ) a Vörös-tenger mellett fekszik Egyiptomban, a Sínai-félszigeten. Az izraeli Eilat várostól 18 km-re található lefolyástalan tó, melyben csak időszakonként van víz. A vize igen sós.
A Birkat as-Samsz és a Vörös-tenger között csak egy parti üledéksáv van. Az Akabai-öböl sós vize átszivárog a tóba, melyben a  párolgás miatt tovább koncentrálódik a só. Feltételezik, hogy a tó alján van egy repedés, mely hozzájárul a víz időszakos eltűnéséhez. A tóban monohidrokalcit és más karbonátok a bentális cianobaktériumokkal alkotnak sztromatolitréteget, ami 1 méter vastagságú is lehet.
Éjszaka a hideg sivatagi levegő lehűti a tó felső rétegeit, és ez egyben szigeteli az alsóbb rétegeket.
A tónak van a legmagasabb hőmérséklete az összes napsütötte tó között, melyek nem termálvízből táplálkoznak. A felső réteg hőmérséklete elérheti a 60 °C-t. A rétegződés miatt a termikus gradiens 18 ºCm−1.
Nyáron a tó eltűnik és megmarad a sóréteg. A tó általában 5 -6 hónapig van vízzel tele.
A sós oldat jól tárolja a nap energiáját.

## Külső hivatkozások
- Lefolyástalan medence
- https://web.archive.org/web/20110720113816/http://www.aslo.org/lo/toc/vol_22/issue_4/0597.pdf
- https://web.archive.org/web/20090131065508/http://ux.brookdalecc.edu/staff/sandyhook/dgrant/field/solar.htm
- https://web.archive.org/web/20160624161147/http://lib.sytu.edu.cn/ASM/310-Introduce.htm

## Fordítás
Ez a szócikk részben vagy egészben  a   Solar Lake című angol Wikipédia-szócikk ezen változatának fordításán alapul.  Az eredeti cikk szerkesztőit annak laptörténete sorolja fel. Ez a jelzés csupán a megfogalmazás eredetét és a szerzői jogokat jelzi, nem szolgál a cikkben szereplő információk forrásmegjelöléseként.